# Riksrådet i Tyskland
Riksrådet (Reichsrat) utgjorde ett slags överhus till Riksdagen (Reichstag) i Tyskland under Weimarrepubliken. Ledamöterna utsågs av de tyska delstaternas regeringar. Riksrådet ersatte det tidigare "Förbundsrådet" (Bundesrat) som funnits under den tyska monarkin.
Riksrådet hade inte samma makt som det gamla Förbundsrådet, bland annat hade det inget direkt inflytande över regeringen. Riksrådet kunde dock lägga veto emot förslag i riksdagen. Ett veto kunde upphävas med två tredjedelars majoritet i riksdagen, men med den splittrade situationen i parlamentet fick Riksrådet trots allt ofta ett avgörande inflytande över nya lagförslag.
Under de sista åren bestod Riksrådet av 66 ledamöter. Av dessa var 26 från Preussen och 11 från Bayern.
Under Tredje riket upplöstes Riksrådet. Efter andra världskriget inrättades det nuvarande Förbundsrådet i Västtyskland.